# Хигашияма
Хигашияма е един от 11-те района на Киото. Известни места на територията на Хигашияма са кварталът на гейшите Гион, будистките храмове Тофуку-джи, Кенин-джи и Кийомизу и националният музей Киото. Населението на Хигашияма е близо 40 000 души, което го прави районът на Киото с най-малко население.

## Галерия
- Квартал Гион
- Квартал Гион
- Квартал Гион
- Квартал Гион
- Будистки храм Тофуку-джи
- Будистки храм Тофуку-джи
- Будистки храм Тофуку-джи
- Будистки храм Тофуку-джи
- Будистки храм Кенин-джи
- Будистки храм Кенин-джи
- Будистки храм Кенин-джи
- Будистки храм Кенин-джи
- Будистки храм Кийомизу
- Будистки храм Кийомизу
- Будистки храм Кийомизу
- Будистки храм Кийомизу
- Национален музей Киото
- Национален музей Киото
- Национален музей Киото
- Национален музей Киото